# Martin Groß
Martin Groß (Francoforte sul Meno, 15 aprile 1911 – 1º marzo 1984) è stato un militare tedesco, ufficiale delle Waffen-SS durante la seconda guerra mondiale.